# Johann Gottfried Hödrich
Johann Gottfried Hödrich (getauft am 6. Juni 1697 in Greifendorf (Rossau), Sachsen – ertrunken um den 8. April 1745 in den Seen von Viborg, begraben am 25. Mai 1745 auf dem Friedhof der Graubrüder in Viborg) war ein dänischer Baumeister deutscher Herkunft, der besonders Viborgs Aussehen geprägt hat.

## Familie
Johann Gottfried Hödrich war Sohn des Gärtners Johann Georg Hederich und Regina. Er heiratete am 31. Oktober 1728 in Viborg Hylleborg Poulsdatter Møller.
Trotz vieler Aufgaben, war ihm das Glück nicht hold. Vielleicht beging er Selbstmord, nachdem er sein Heim in der St. Mogensgade 20 am 8. April 1745 verlassen hatte. Jedenfalls wurde er in Stille begraben ohne, das Erde auf seinen Sarg gestreut wurde.

## Werdegang
Er war Maurergeselle vor 1720. Eine Rundreise, wahrscheinlich seine Wanderjahre führte ab 1720 durch Deutschland, ein kurzer Aufenthalt war in Kopenhagen, dann in Norwegen, wo er von 1724 in Halden arbeitete.
1727 kam er nach Viborg als Maurer- und Baumeister nach dem großen Stadtbrand 1726. Ihm wurde die Aufgabe überlassen, einen Teil der öffentlichen Gebäude wieder zu errichten. Mit der Aufgabe wurde er Teil der guten Bürger und traf den Bischof, den Stiftsamtmann und andere.
Am 17. Mai 1729 wurde er Bürger als Maurermeister der Stadt Viborg.
Hödrichs Barockhäuser gaben der Stadt ein besonders Aussehen, das die Stadt heute noch prägt. Hödrich benutzte oft große  Kröpelwalmdächer über kräftige geformten Gesimsen. Es gibt eine originale Zeichnung des Meisters und der Materielberechnung für das Haus in der St. Mogens Gade 1. Es gibt auch immer noch Reste seiner Inneneinrichtungen, z. B. eine Einrahmung eines Kamins im Bischofshof von Viborg, an dessen Wiederaufbau er sicherlich teilgenommen hat.

## Werke

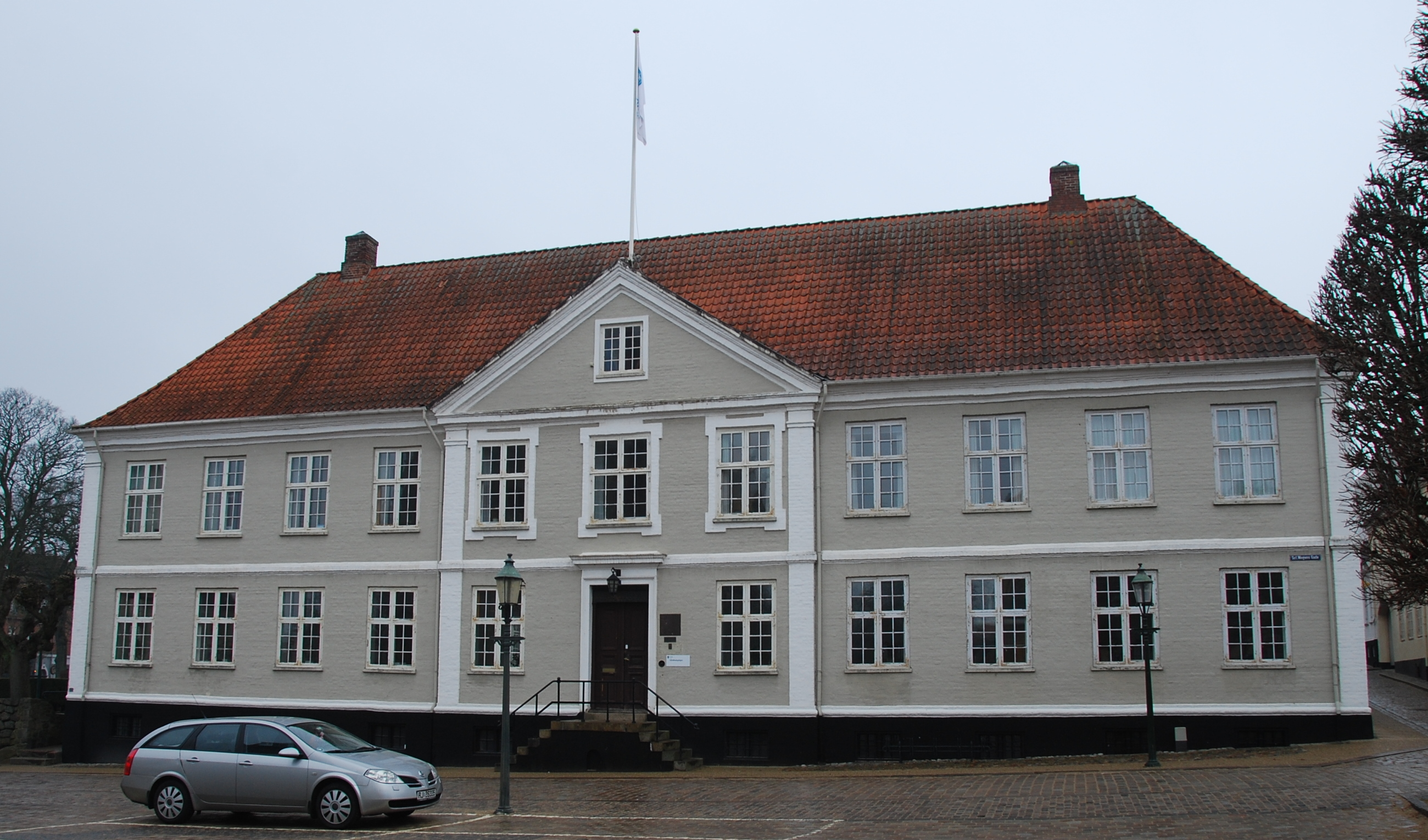
Lateinschule in Viborg

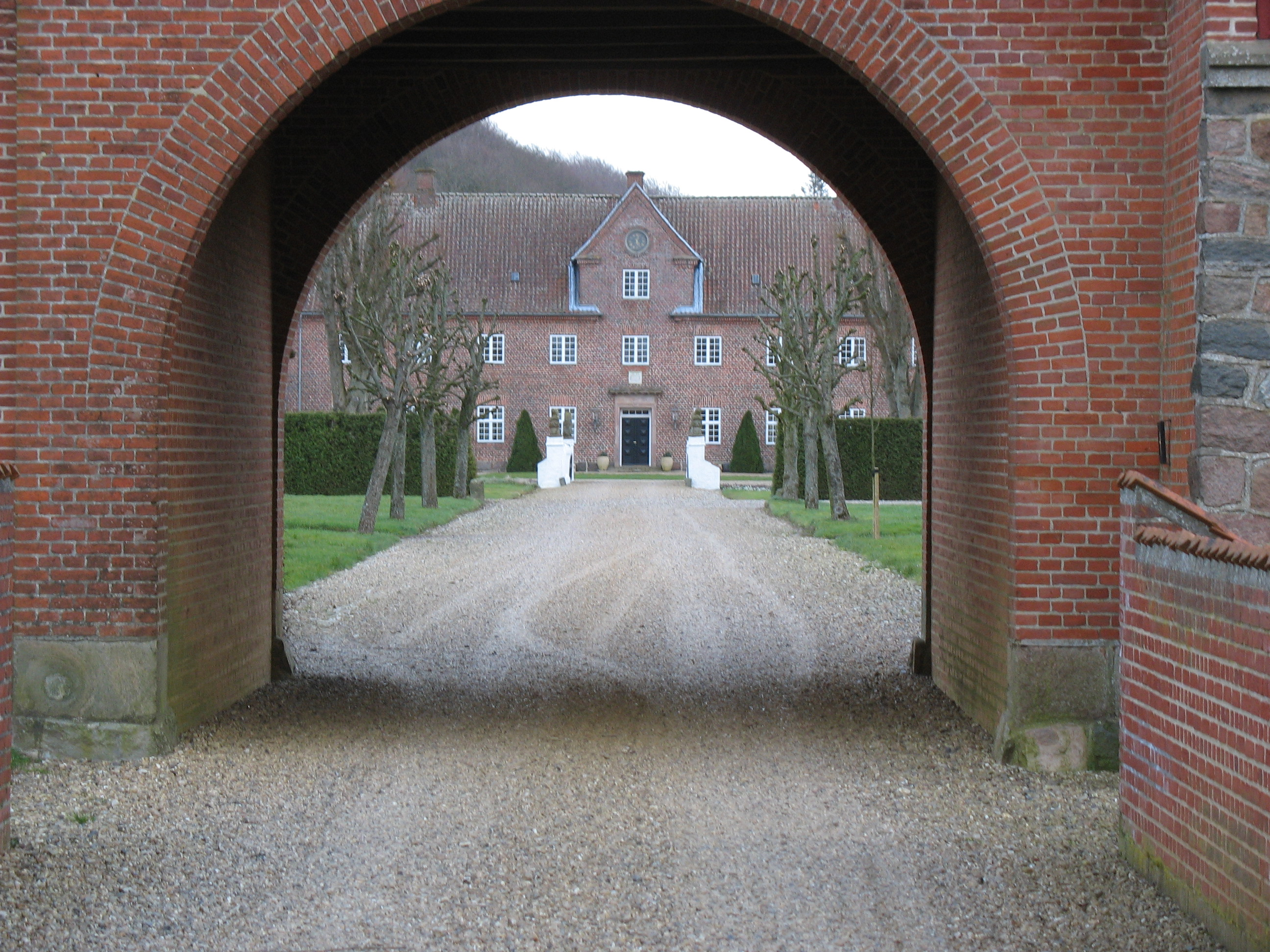
Der Gutshof Palstrup

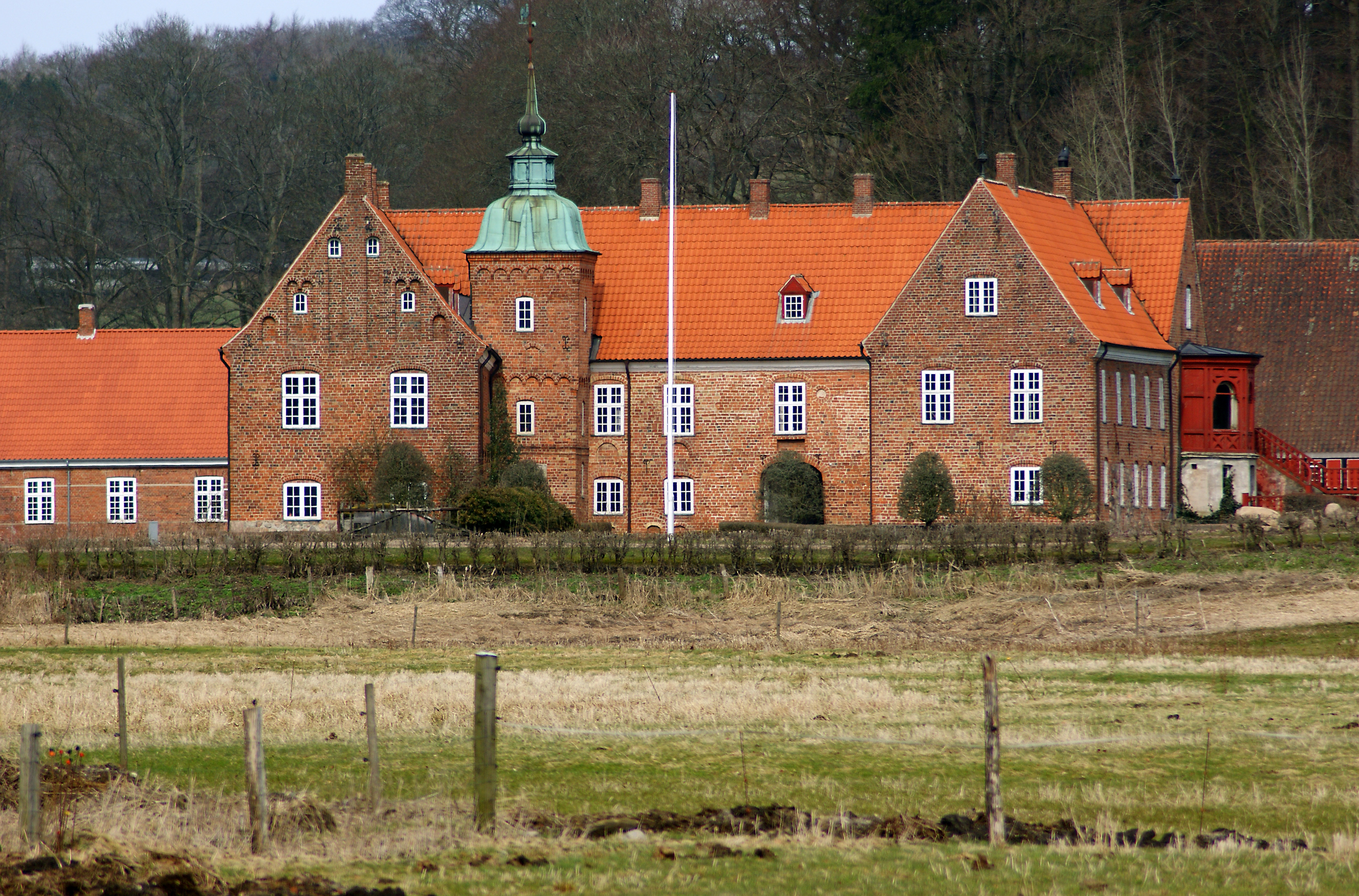
Der Gutshof Tirsbæk am Vejle Fjord

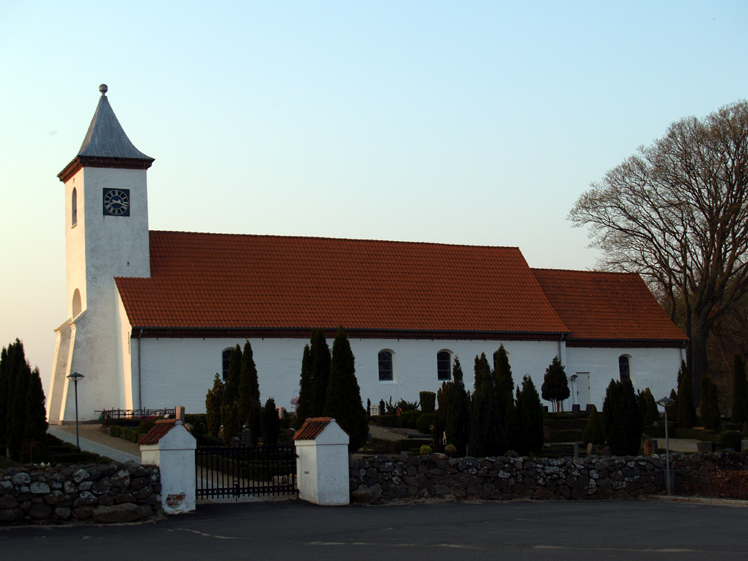
Thorning Kirche

| Erbaut   | Adresse                        | Art                                             | Denkmalschutz seit |
| -------- | ------------------------------ | ----------------------------------------------- | ------------------ |
| 1731     | Sankt Mogensgade 1, Viborg     | Die alte Lateinschule                           | 1919               |
| um 1730  | St. Mogensgade 3, Viborg       | Salomon Gerbers Hof                             |                    |
| um 1740  | St. Mogensgade 7, Viborg       | Der Hauch'sche Hof                              |                    |
| 1739     | St. Leonis Gade 12, Viborg     | St. Kjelds Kapelle                              |                    |
| 1740–41  | Viborg                         | Gerichtshaus nördlich der Domkirche, abgerissen |                    |
| 1740     | Viborg                         | Zuchthaus, abgerissen                           |                    |
| 1734     | Riddergade 4, Viborg           | Nordflügel und mehr am Brennereihof             |                    |
| 1731     | Store St. Hans Gade 10, Viborg |                                                 |                    |
|          | Nytorv 4, Viborg               | Der kleine Hof auf dem Markt                    |                    |
| 1732     | Urup bei Horsens               | Umbau des Gutshofs Urup                         |                    |
| 1732     | Tirsbæk                        | Umbau des Gutshofs Tirsbæk                      |                    |
| 1734     | Palsgård                       | Umbau des Gutshofs Palsgård                     |                    |
| Palstrup | Umbau des Gutshofs Palstrup    |                                                 |                    |
| Thorning | Umbau der Kirche in Thorning   |                                                 |                    |
| 1744     | Karup, Viborg Kommune          | Karup Kirche                                    |                    |
| 1736     | Søndergade 12, Horsens         | Helms Apotheke                                  | 1918               |

## Verweise
1. ↑  St.Mogensgade 1, Viborg
2. ↑  Søndergade 12, Horsens
3. ↑  Johann Gottfried Hödrich

| Personendaten    | Personendaten                 |
| ---------------- | ----------------------------- |
| NAME             | Hödrich, Johann Gottfried     |
| KURZBESCHREIBUNG | dänischer Baumeister          |
| GEBURTSDATUM     | 6. Juni 1697                  |
| GEBURTSORT       | Greifendorf (Rossau), Sachsen |
| STERBEDATUM      | 8. April 1745                 |
| STERBEORT        | Viborg                        |